# Aer Lualdi L.55
Pour les articles homonymes, voir Lualdi.
Le Aer Lualdi L.55 est un hélicoptère expérimental italien triplace qui a volé en 1957.

## Vers un appareil de série
Encouragé par les performances de son ES 53, Carlo Lualdi fonda Aer Lualdi, acheta une licence de production du Rotor-Matic au constructeur américain Hiller, et entreprit la réalisation d’un triplace économique et facile à piloter. Lancée en 1955, la réalisation du prototype fut plus longue que prévu. Il n’effectua donc son premier vol qu’en avril 1957. Cet appareil qui servit au développement du L.59 fut par la suite équipé d’un rotor anti-couple en fibre de verre et d’un pilote automatique. Appareil à cabine fermée reposant sur patins, le L.55 avait la particularité d’avoir son moteur installé à l’avant du fuselage, l’entraînement du rotor se faisant par un axe traversant la cabine.